# Horovce, Púchov
Horovce este o comună slovacă, aflată în districtul Púchov din regiunea Trenčín. Localitatea se află la altitudinea de 249 m deasupra n.m., se întinde pe o suprafață de 5,35 km2 și în 2017 număra 837 de locuitori.

## Istoric
Localitatea Horovce este atestată documentar din 1259.

## Demografie
| An:                | 1994 | 2004   | 2014   | 2024   |
| ------------------ | ---- | ------ | ------ | ------ |
| Număr de persoane: | 806  | 784    | 847    | 917    |
| Diferență:         |      | −2,72% | +8,03% | +8,26% |

| An:                | 2023 | 2024   |
| ------------------ | ---- | ------ |
| Număr de persoane: | 914  | 917    |
| Diferență:         |      | +0,32% |